# Ariel Holan
Ariel Enrique Holan (ur. 14 września 1960 w Lomas de Zamora) – argentyński trener piłkarski (wcześniej trener hokejowy), od 2024 roku prowadzi Rosario Central.
W latach 1976–2003 pracował jako trener hokeja na trawie. W 2003 roku zdobył z kobiecą reprezentacją Urugwaju w hokeju na trawie brązowy medal na Igrzyskach Panamerykańskich w Santo Domingo.